# Trilema de Lewis
El trilema de Lewis (o el Lewis Triumvirate) es una forma de apologética, atribuida a C. S. Lewis, que pretende demostrar la divinidad de Jesucristo.
Suele resumirse como "Lunático, Mentiroso o Señor" (Lunatic, Liar, or Lord), o como "Loco, Malo o Dios" (Mad, Bad, or God), este argumento procede de los dichos de Jesús, ya sea implícitos o explícitos, de que era Dios. De estos dichos se pueden obtener las siguientes afirmaciones de la cual una de ellas debe ser cierta:
1. Lunático: Jesús no era Dios, pero creía que lo era.
2. Mentiroso: Jesús no era Dios, y lo sabía.
3. Señor: Jesús es Dios.

La argumentación básica se sostiene en el siguiente dilema: o Jesús decía la verdad o no. 

## Influencias y críticas
El trilema de Lewis suele utilizarse en las obras de los apologistas cristianos, tales como Josh McDowell. Peter Kreeft lo describe como "el argumento más importante dentro de la apologética cristiana" y es utilizado en la mayor parte de la primera charla del Curso Alpha y en el libro basado en el curso: Questions of Life de Nicky Gumbel. Ronald Reagan utilizó el argumento en 1978, dentro de una respuesta escrita a un ministro metodista liberal quien sostenía no creer que Jesús era el Hijo de Dios.
Kreeft y Tacelli han extendido el argumento convirtiéndolo en un 'tetralema' dónde se agrega la posibilidad de que Jesús nunca se haya considerado un dios y esto sea un invento de la tradición religiosa (Dios, Mentiroso, Lunático o Mito) y un 'pentalema' (Incomprendido), para dirigirlo contra las críticas que sugieren opciones adicionales tales como una confusión o que Jesús fue un gurú que creía que él mismo era un dios en el sentido de que todo humano es divino (aunque cabría señalar que el Jesús histórico era judío monoteísta).